# Anacamptis genevensis
Anacamptis genevensis är en orkidéart som först beskrevs av Paul Chenevard, och fick sitt nu gällande namn av H.Kretzschmar, Eccarius och Helga Dietrich. Anacamptis genevensis ingår i släktet salepsrötter, och familjen orkidéer. Inga underarter finns listade i Catalogue of Life.